# Norma Talmadge

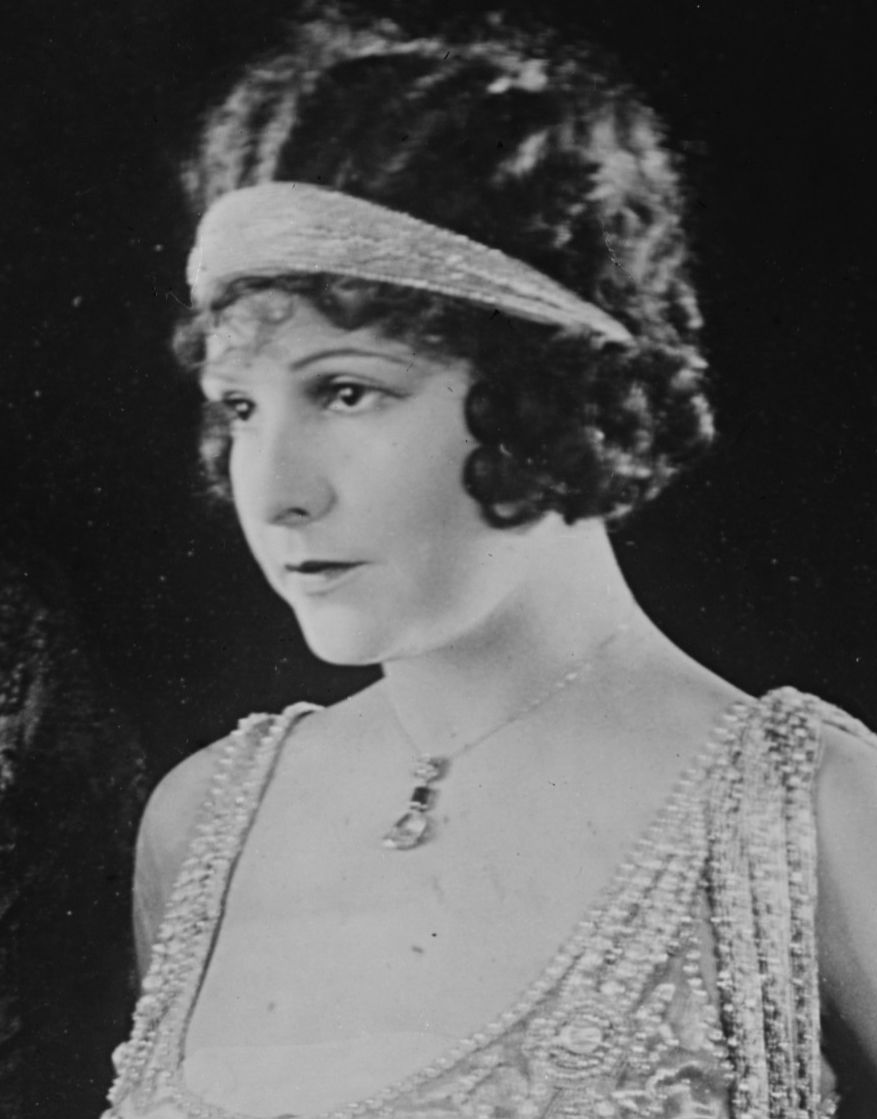
Norma Talmadge, omkring tidigt 1920-tal.

Norma Talmadge, född 2 maj 1894 i Jersey City i New Jersey, död 24 december 1957 i Las Vegas i Nevada, var en amerikansk skådespelerska. Hon var äldre syster till Natalie Talmadge och Constance Talmadge.
Hon växte upp i Brooklyn, New York. Pådriven av modern, började hon filma hos Vitagraph 1910. Hon fick första huvudroll i stumfilmen Två städer 1911. År 1914 lämnade hon Vitagraph för Triangle Film Corporation. När Triangle upplöstes bildade hon ett eget bolag, The Norma Talmadge Film Co. Bolaget köptes upp av Select. 1920 bytte Norma Talmadge bolag till First National.
Hennes specialitet var som lidande hjältinna i tårdrypande melodramer.
Norma Talmadge gifte sig 1917 med Joseph M. Schhenck, som blev chef för hennes bolag; paret separerade 1926.
Hon lyckades inte klara övergången till ljudfilm, och gjorde sin sista film 1930, Kungens älskarinna (Du Barry, Woman of Passion). Denna film och den föregående, Hennes ideal (New York Nights), var ljudfilmer.

## Filmografi i urval
- Två städer (1911)
- I döden för sin kärlek (1911)
- The Doctor's secret (1913)
- Maskinskriverskans memoarer (1916)
- Naomis skilsmässa (1916)
- Dansösen Puck (1918)
- Wetonas hjärta (1918)
- Två världar (1920)
- Leende genom livet (1922)
- Den eviga lågan (1922)
- Inom lagens gränser (1923)
- Kameliadamen (1927)
- Duvan (1928)
- Upprättelse (1928)
- Hennes ideal (1929)
- Kungens älskarinna (1930)

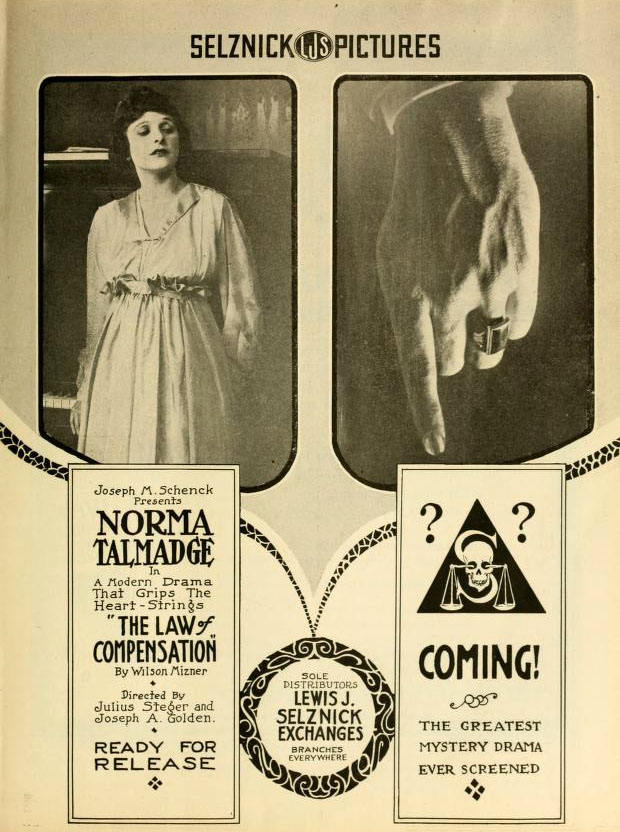
The Law of Compensation, 1917
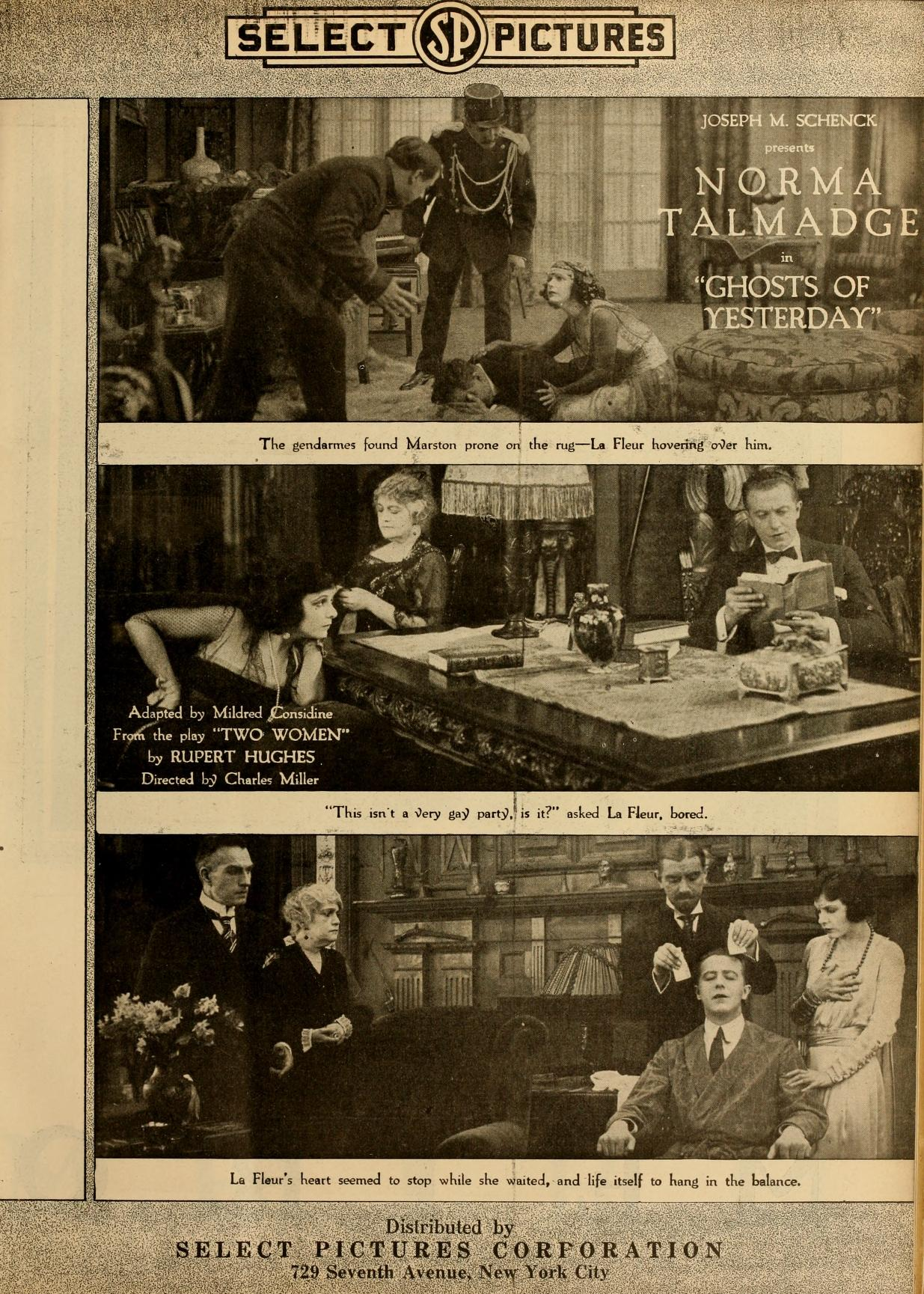
Ghost of Yesterday, 1918
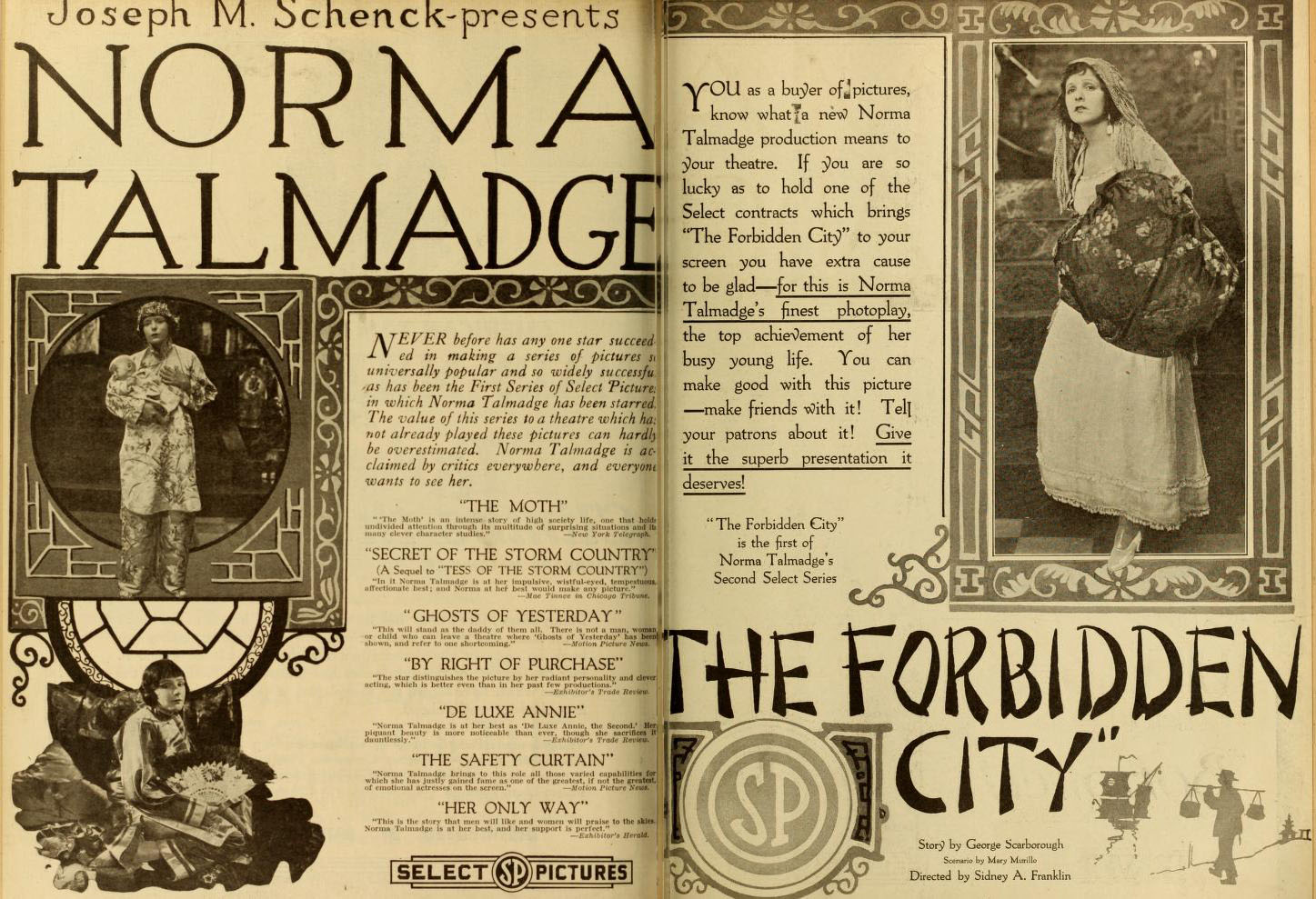
The Forbidden City, 1918